# Francisco Torrella
Pour les articles homonymes, voir Torrella (homonymie) et Gómez.
Torrella  Gómez est un nom espagnol. Le premier nom de famille, en général paternel, est Torrella ; le second, en général maternel, souvent omis, est Gómez.
Francisco Torrella Gómez, né le 23 janvier 1980, est un coureur cycliste espagnol.

## Palmarès et résultats

### Palmarès par année
- 2003
  - 4e étape du Tour de Castellón
- 2005
  - Prologue du Tour d'Alicante
  - 2e étape du Tour de Salamanque
  - 5e étape du Tour de la Communauté aragonaise
  - 3e de la Cinturón a Mallorca
  - 3e du Tour de Salamanque
- 2006
  - Clásica Ciudad de Torredonjimeno
  - Gran Premi Vila-real :
    - Classement général
    - 1re étape

  - San Roman Saria
  - 4e et 5ea (contre-la-montre) étapes du Tour de Tenerife
  - Classement général du Tour de la Communauté aragonaise
  - 2e du Tour de Tenerife
- 2007
  - Vainqueur de la Coupe d'Espagne de cyclisme
  - 1reb étape du Tour d'Alicante (contre-la-montre)
  - Grand Prix Macario
  - 1reb étape de la Ronde du Maestrazgo (contre-la-montre par équipes)
  - 3e étape de la Cinturó de l'Empordà
  - 2e du championnat d'Espagne sur route amateurs
  - 3e du Tour de Tenerife
- 2008
  - 3e étape du Tour de Carthagène
  - 1re étape du Tour de la Communauté aragonaise
  - 2e du Tour de Carthagène
  - 2e du Tour de la Communauté aragonaise
  - 3e de la Volta da Ascension
  - 3e du Tour de Tenerife
- 2009
  - Tour de Carthagène :
    - Classement général
    - 3e étape (contre-la-montre)

  - 4e étape du Tour de Tenerife
  - 2e du Tour de Castellón
  - 2e du Tour de Tenerife
  - 3e du championnat d'Espagne du contre-la-montre amateurs

### Classements mondiaux
| Année           | 2005 | 2006 | 2007 | 2008 |
| --------------- | ---- | ---- | ---- | ---- |
| UCI Asia Tour   |      |      | 204e |      |
| UCI Europe Tour | 692e | 829e | 967e | 711e |